# مایک فیوره
مایک فیوره (انگلیسی: Mike Fiore؛ زادهٔ ۴ مه ۱۹۶۶) بازیکن بیسبال اهل ایالات متحده آمریکا بود.
وی در مسابقات کشوری و بین‌المللی در مجموع برندهٔ ۱ مدال طلا، ۲ مدال نقره شده‌است.